# Holzbergturm
Der Holzbergturm ist ein Aussichtsturm auf dem 90 m hohen Holzberg im Malenter Ortsteil Neversfelde in Schleswig-Holstein.

## Alter Turm

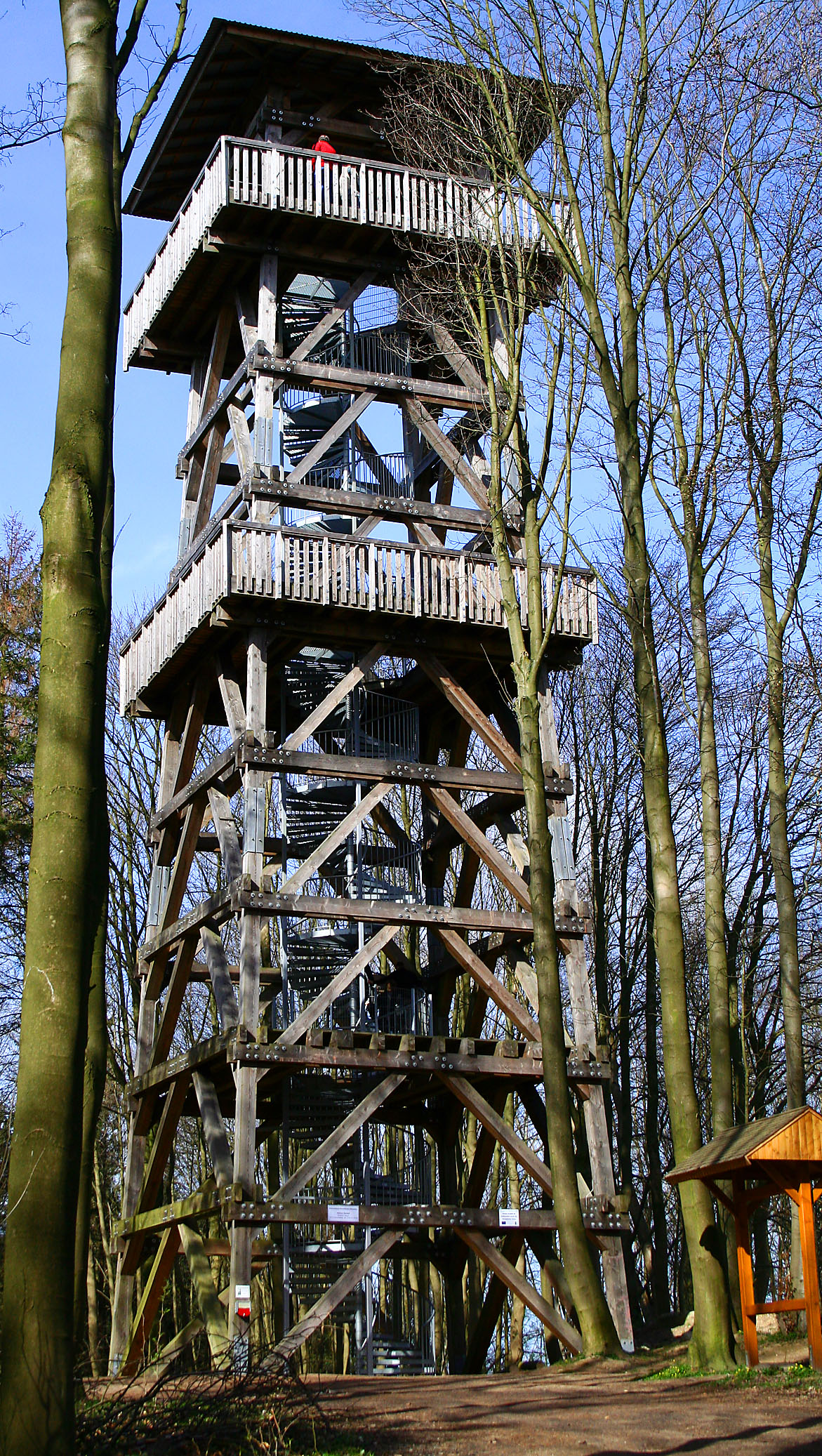
Alter Holzbergturm, 2007

Der erste Holzbergturm wurde im Jahr 2000 von Mitgliedern des Verschönerungsvereins Neversfelde e.V. entworfen. Im Juni 2004 begannen die Bauarbeiten, die im Frühjahr 2005 abgeschlossen waren. Die Eröffnung des 28,5 Meter hohen, aus Lärchenholz errichteten Turms erfolgte im Juli 2005. Die Baukosten betrugen 40.000 Euro. Er war bei freiem Eintritt ganzjährig geöffnet. Über 140 Stufen einer stählernen Spindeltreppe gelangte man auf die 64 m2 große Aussichtsplattform des Turmes in 24 Metern Höhe. Von hier hatte man einen Überblick über Malente, den Dieksee und die umliegende Holsteinische Schweiz.
Anfang August 2016 wurde das Bauwerk allerdings bis auf unbestimmte Zeit wegen Baufälligkeit gesperrt. Im Mai 2017 wurde der Turm abgerissen, da eine Sanierung des vom Pilz befallenen Lärchenholzes nicht zu realisieren war. Seine Plattform mit dem Dach wurde auf dem Holzberg belassen und steht auf den Fundamentresten des ehemaligen Bismarckturms; sie dient heute als Pavillon.

## Neuer Turm

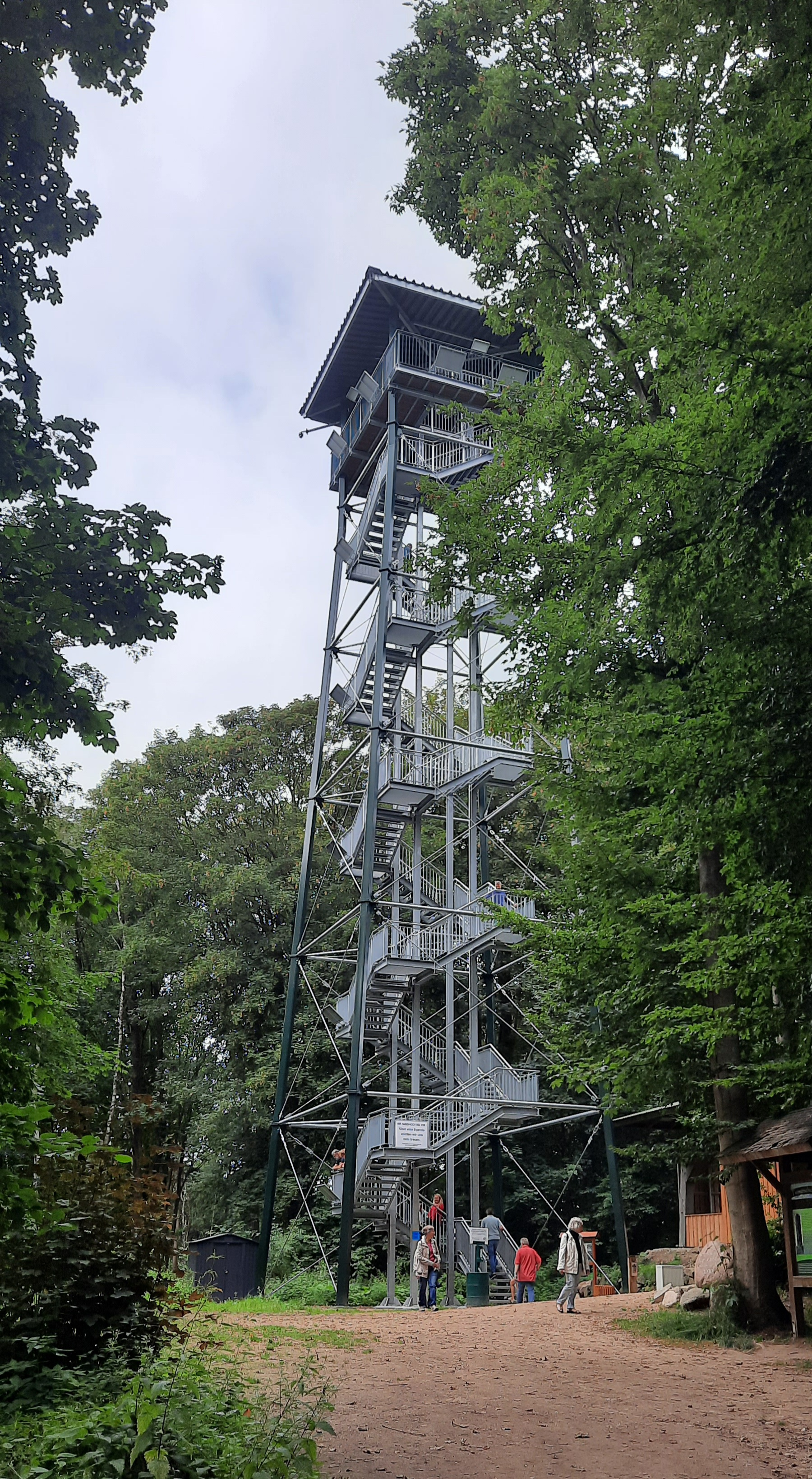
Neuer Holzbergturm, 2021

Schon bald nach dem Abriss des ersten Holzbergturms begann die Planung zur Errichtung eines neuen Turms aus Stahl an selber Stelle. Dieser sollte ursprünglich 3 Meter höher werden als der alte Turm, die Fertigstellung war für Pfingsten 2018 vorgesehen. Wegen notwendiger Umplanung verzögerte sich jedoch der Bau. Als neuer Fertigstellungstermin war zunächst Pfingsten 2019, später Ende Juli 2019 angedacht. Der neue Holzbergturm wurde schließlich am 19. März 2020 fertiggestellt und ist nun mit 30 Metern Höhe etwas höher als der alte. Die Eröffnung fand am 2. Mai 2020 statt; seitdem ist der Turm frei zugänglich. Der aus verzinktem, teilweise pulverveschichtetem Stahl konstruierte Turm kostete rund 250.000 Euro und kann über eine Treppe mit 147 Stufen bestiegen werden. Falls später höher wachsende Bäume den Ausblick beeinträchtigen würden, könnte er sogar noch erhöht werden.

## Ehemaliger Bismarckturm
Der ehemalige Bismarckturm wurde im Jahr 1908 erbaut und befand sich nur wenige Meter neben dem Standort des alten wie neuen Holzbergturms. Auf den Fundamentresten des Bismarckturms befindet sich heute die Dachkonstruktion des alten Holzbergturms. Im Jahr 1918 wurde der Turm abgebrochen, weil seine Instandhaltungskosten nicht mehr aufgebracht werden konnten.

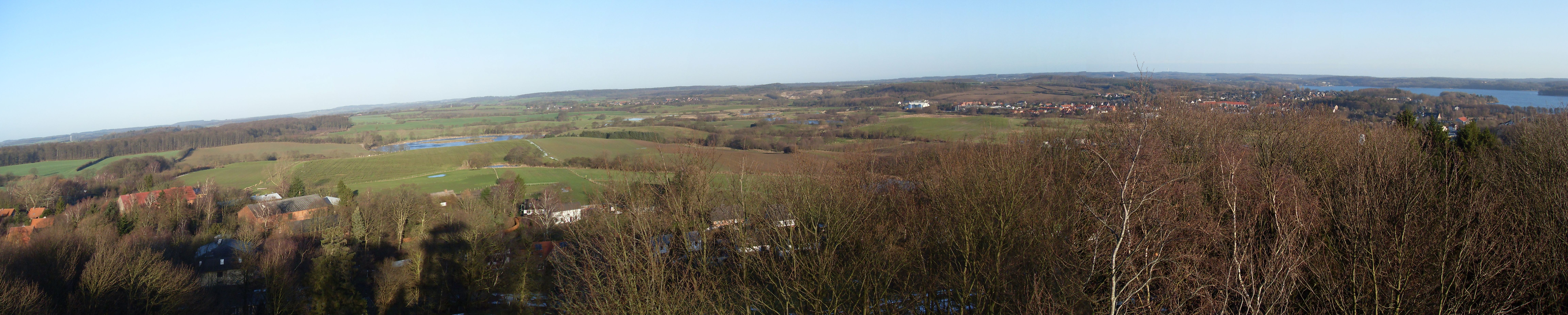
Panorama vom Holzbergturm über Malente und den Dieksee, Dezember 2009

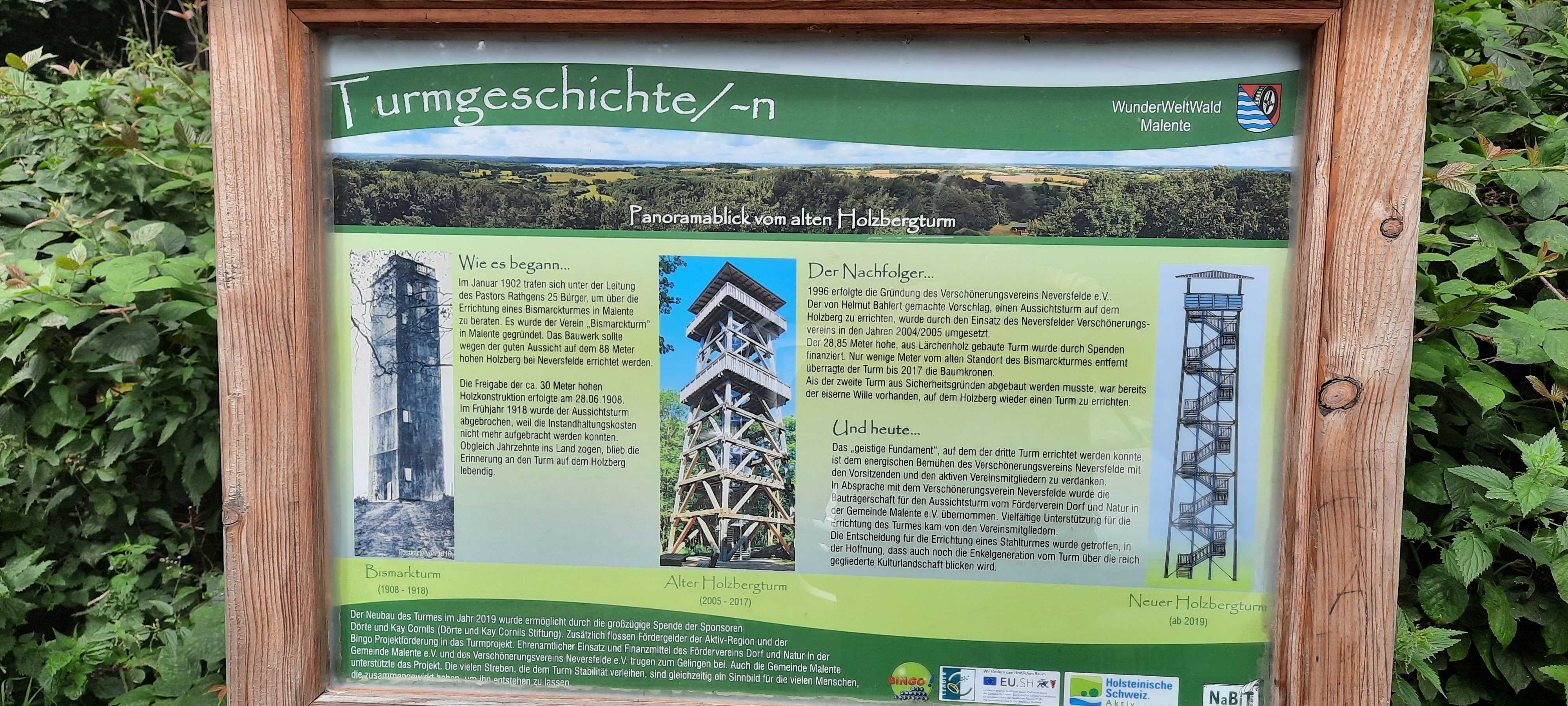
Schautafel Turmgeschichte Holzbergturm
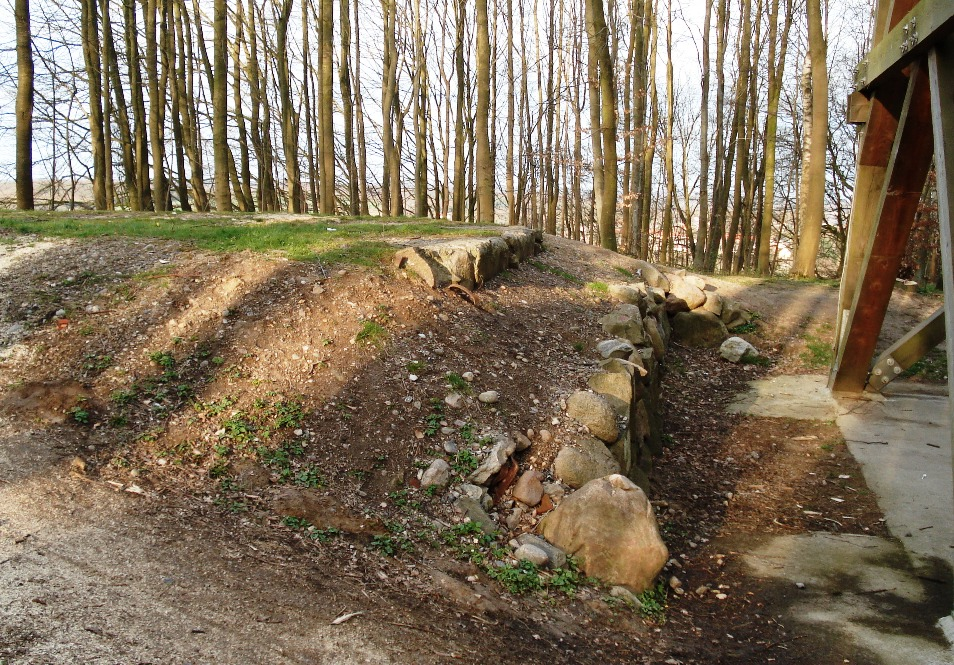
Fundamentreste des Bismarckturms, rechts der alte Holzbergturm, 2008.
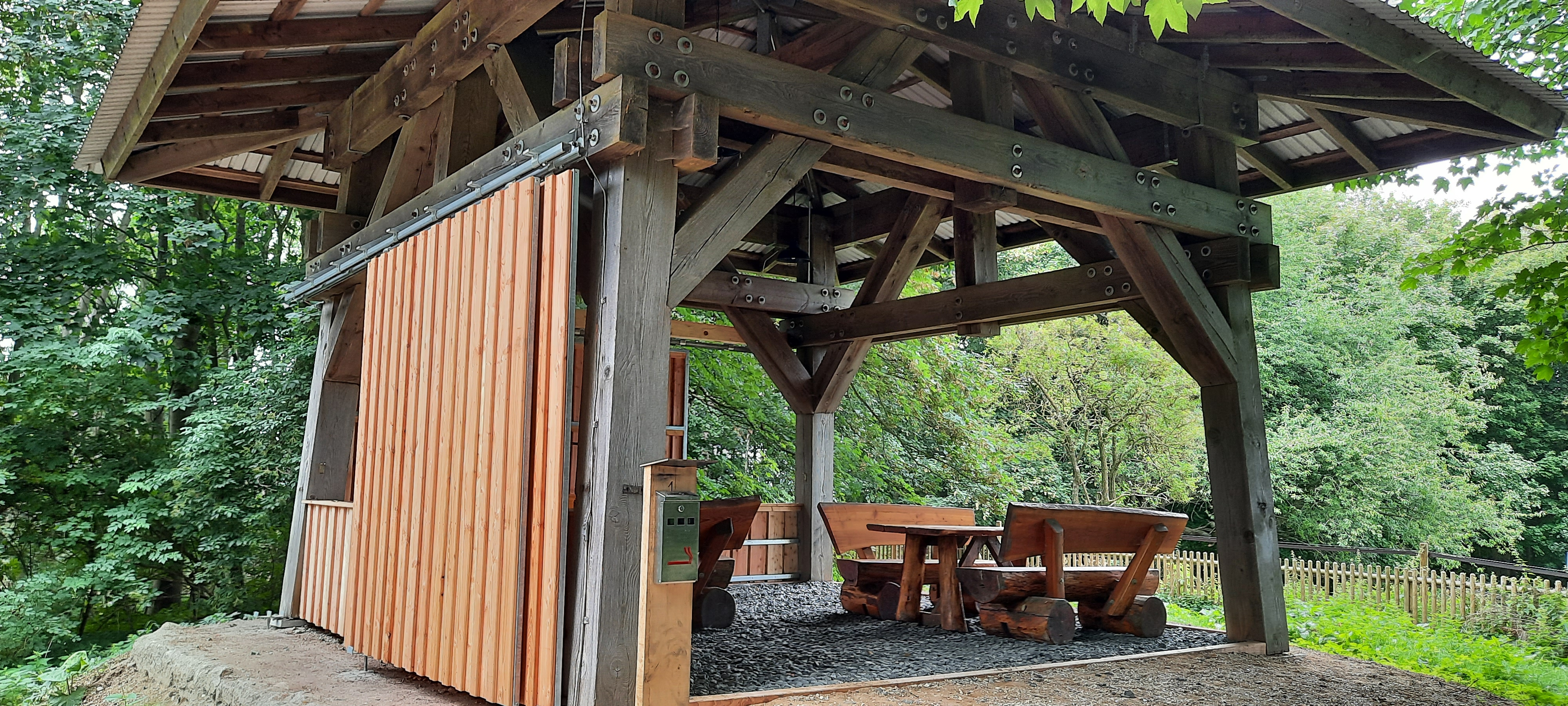
Dachkonstruktion des alten Holzbergturms, 2021.